# 폴리 앤 영

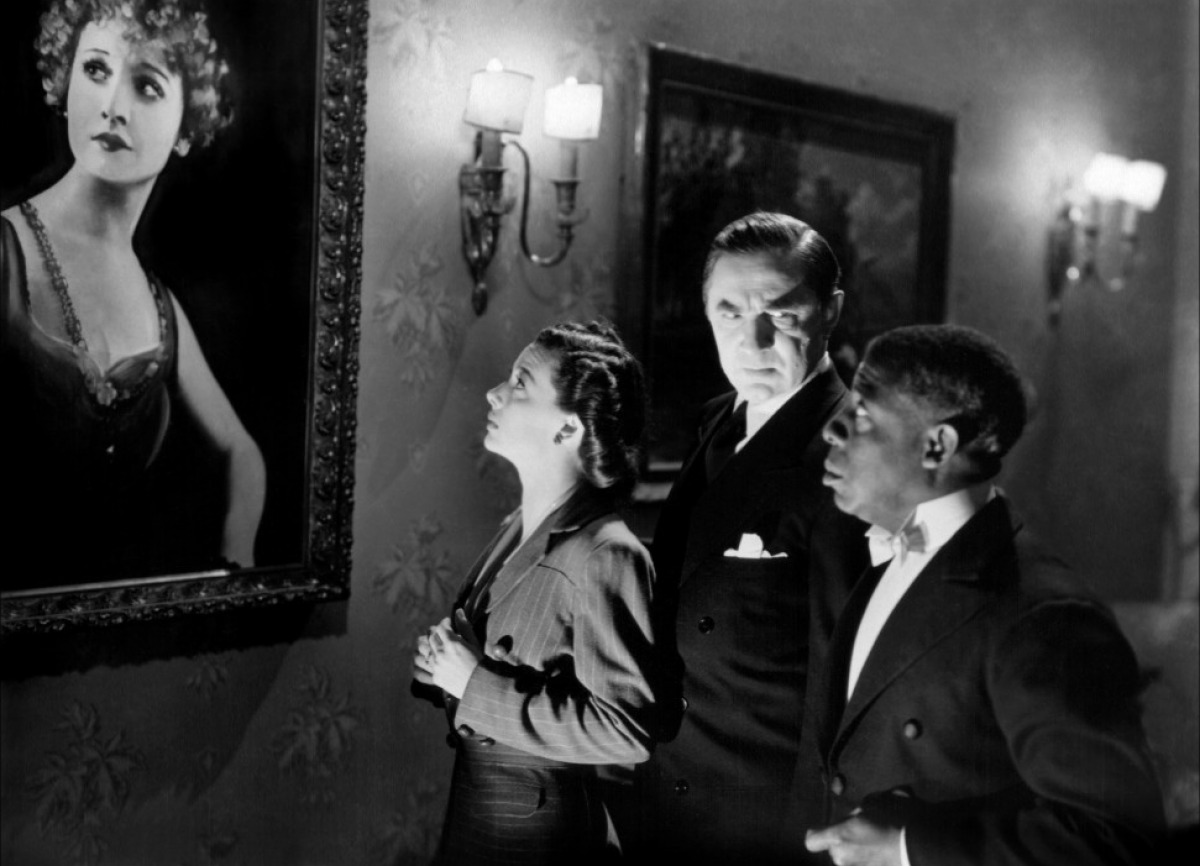

폴리 앤 영(Polly Ann Young, 1908년 10월 25일 ~ 1997년 1월 21일)는 미국의 배우, 영화배우이다.
덴버에서 태어났으며 로스앤젤레스에서 사망하였다. 사인은 암이다.

## 영화
- 터너바웃 (1940년)
- 칠드런 오브 프레져 (1930년)